# Le Tueur du vol 816

Le Tueur du vol 816 (Code 11-14) est un téléfilm américain réalisé par Jean de Segonzac et diffusé en 2003

## Fiche technique
- Scénario : John Lafia et James Kearns
- Producteur : John Lafia
- Durée : 92 min
- Pays :  États-Unis

## Distribution
- David James Elliott (V. F. : Guy Chapellier) : Det. Kurt Novack
- Terry Farrell (V. F. : Marie-Frédérique Habert) : Michelle Novack
- Stephen Lang (V. F. : Bernard Lanneau) : Justin Shaw
- Nanci Chambers : Det. Andrea McInroy
- Sandra Bell : Terry Williamson
- Jessica Betts : Ticket Agent
- Jane Hall : F.A. Allison Wilson
- Ben Harkin : Dean Franklin
- Bruce Hughes : Dave Ferry
- Myles Jeffrey : Johnny Novack
- Gerard Maguire : Captain Copeland
- Ross Marsden : Police Officer
- Robin Menzies : Jessica Larson
- Paul Mercurio : Carl Reese
- Peter O'Brien : Det. McElroy
- Doug Penty : Roger Fortson
- Kenneth Ransom : Copilote Avery
- Alex Ruiz : Cell Phone Reporter
- Jonathan Stuart : Billy Stewart
- Leo Taylor : Det. Smalley
- Rowena Wallace : Mrs. Shaw
- Jemma Wilks : F.A. Monique Whitten
- Warwick Young : Flight Engineer Van Alden

Sources et légende : Version française (V. F.) sur RS Doublage et selon le carton de doublage.